# Caicos del Sur

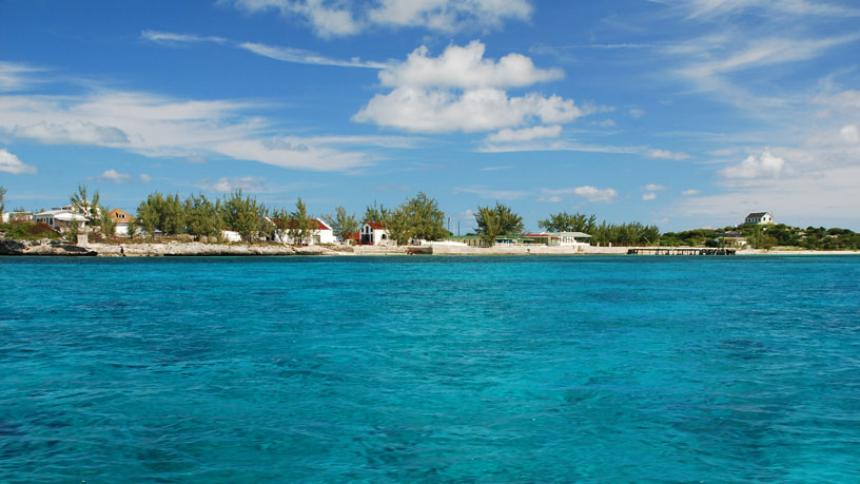
Cockburn Harbor South-caicos

Caicos del Sur (o South Caicos) es la séptima isla más grande de las Islas Turcas y Caicos, con una superficie de 21,2 km². La población se estimó en 1.579 para el año 2006. Junto con las deshabitadas Caicos oriental y una serie de islas más pequeñas, constituyen el distrito de Caicos del Sur y del Este , con una superficie total de 136,8 km². Todas las islas en el este y el sur del Banco Caicos pertenecen a este distrito, con excepción de Cayo Francés, que pertenece a Providenciales y Caicos del Oeste. Entre las más grandes de estas islas están el Cayo McCartney (11,4 km ²), el Cayo Pequeño Ámbar gris (6,6 km ²), el Gran Cayo Ámbar gris (4,3 km ²), y Cayo Largo (1,0 km ²).
Hay cuatro pueblos:
- Cockburn Harbour (la capital del distrito), con 811 habitantes
- Out North (Salida del Norte), con 706 habitantes
- The Flat, con su población incluida en la de Out North
- Highlands (Tierras Altas), con 62 habitantes.

Caicos del Sur es conocida por la excelente pesca, tanto de aguas profundas como poco profundas y por el buceo. Para la mayoría de las personas, el acontecimiento principal del año es la regata anual de Caicos del Sur, cuando se realizann fiestas en toda la isla, regatas y otros juegos.